# Rick Meyer
Pour les articles homonymes, voir Meyer.
Richard Meyer, dit Rick Meyer, né le 4 septembre 1955 à New York, est ancien joueur de tennis américain.

## Palmarès

### Titre en simple messieurs
| No | Date       | Nom et lieu du tournoi | Catégorie  | Dotation | Surface         | Finaliste | Score         |  |
| -- | ---------- | ---------------------- | ---------- | -------- | --------------- | --------- | ------------- |  |
| 1  | 14-12-1981 | Sofia Open, Sofia      | Grand Prix | 50 000 $ | Moquette (int.) | Leo Palin | 6-4, 7-6, 7-6 |  |

### Finale en simple messieurs
| No | Date       | Nom et lieu du tournoi                    | Catégorie | Dotation | Surface         | Vainqueur   | Score    |  |
| -- | ---------- | ----------------------------------------- | --------- | -------- | --------------- | ----------- | -------- |  |
| 1  | 12-02-1979 | Longboat Key Pro Tennis Classic, Sarasota |           | 50 000 $ | Moquette (int.) | Johan Kriek | 7-6, 6-2 |  |

### Titre en double messieurs
| No | Date       | Nom et lieu du tournoi | Catégorie | Dotation | Surface    | Partenaire    | Finalistes               | Score         |  |
| -- | ---------- | ---------------------- | --------- | -------- | ---------- | ------------- | ------------------------ | ------------- |  |
| 1  | 23-03-1981 | Napa Open Napa         |           | 50 000 $ | Dur (ext.) | Chris Mayotte | Tracy Delatte John Hayes | 3-6, 7-6, 6-4 |  |

### Finales en double messieurs
| No | Date       | Nom et lieu du tournoi    | Catégorie       | Dotation | Surface         | Vainqueurs                   | Partenaire       | Score         |  |
| -- | ---------- | ------------------------- | --------------- | -------- | --------------- | ---------------------------- | ---------------- | ------------- |  |
| 1  | 14-12-1981 | Sofia Open Sofia          | Grand Prix      | 50 000 $ | Moquette (int.) | Thomas Emmrich Jiří Granát   | Ismail El Shafei | 7-6, 2-6, 6-4 |  |
| 2  | 25-10-1982 | Open de Paris-Bercy Paris | GP World Series | 75 000 $ | Moquette (int.) | Brian Gottfried Bruce Manson | Jay Lapidus      | 6-4, 6-2      |  |